# Микуляк Володимир Григорович
Володи́мир Григо́рович Микуля́к (15 лютого 1921, с. Шульганівка, нині Чортківського району Тернопільської області — 13 жовтня 1995, Тернопіль) — український вчений у галузі хірургії, педагог, громадський діяч. Доктор медичних наук (1972).

## Життєпис
Закінчив Чортківську гімназію, Львівський медичний інститут (1947, нині національний університет).
Працював помічником лікаря у військовому госпіталі, головним лікарем дільничної лікарні у селах Ягільниці, Товстенькому (обидва — Чортківського району), районним хірургом у Бережанах (1953—1962), асистентом кафедри факультетської хірургії (1962—1968), доцент, завідувач курсу дитячої хірургії, завідувач кафедри хірургії факультету вдосконалення лікарів (1968—1972), від 1983 — професор кафедри хірургії Тернопільського медичного інституту (нині університет).

## Доробок
Автор більше 70 наукових робіт та 12 авторських свідоцтв та винаходів.